# I Took Up the Runes
I Took Up the Runes från 1990 är ett studioalbum av den norske saxofonisten Jan Garbarek.

## Låtlista
Låtarna är skrivna av Jan Garbarek om inget annat anges.
1. Gula Gula (Mari Boine) – 6:00
2. Molde Canticle Part I – 5:16
3. Molde Canticle Part II – 5:47
4. Molde Canticle Part III – 9:59
5. Molde Canticle Part IV – 5:15
6. Molde Canticle Part V – 6:12
7. His Eyes Were Suns (trad) – 6:09
8. I Took Up the Runes – 5:29
9. Buena Hora, Buenos Vientos – 9:05
10. Rahkki Sruvvis (Ingor Ántte Áilu Gaup) – 2:26

## Medverkande
- Jan Garbarek – sopran- och tenorsax
- Rainer Brüninghaus – piano
- Eberhard Weber – bas
- Nana Vasconcelos – slagverk
- Manu Katché – trummor
- Bugge Wesseltoft – synt
- Ingor Ánte Áilo Gaup – sång

## Listplaceringar i Norden
| Lista (1990) | Topplacering |
| ------------ | ------------ |
| Norge        | 9            |